# Acanthopterygii
Los acantopterigios (Acanthopterygii, gr. "aletas con espinas") son un superorden de peces dentro de la clase de los actinopterigios de peces óseos. Se caracterizan por tener en las aletas algunos radios duros o transformados en espinas.

## Clasificación
- Orden Atheriniformes
- Orden Beloniformes
- Orden Beryciformes
- Orden Cetomimiformes
- Orden Cyprinodontiformes
- Orden Gasterosteiformes
- Orden Mugiliformes
- Orden Perciformes
- Orden Pleuronectiformes
- Orden Scorpaeniformes
- Orden Stephanoberyciformes
- Orden Synbranchiformes
- Orden Syngnathiformes[1]
- Orden Tetraodontiformes
- Orden Zeiformes